# Konstantinovy Lázně
Konstantinovy Lázně (Duits: Konstantinsbad) is een Tsjechische gemeente in de regio Pilsen, en maakt deel uit van het district Tachov. Het ligt 39 kilometer ten noordwesten van de stad Pilsen en 31 kilometer ten noordoosten van Tachov.
Konstantinovy Lázně telt 937 inwoners. In het plaatsje is een autocamping en bevinden zich verschillende pensions.

## Geschiedenis
Het eerste gebouw voor het kuuroord werd gebouwd in 1803. In het jaar 1837 kocht Konstantin von Löwenstein (in het Tsjechisch Konstantin z Lövensteinu genoemd) het kuuroord. 
Benešovice ·
Bezdružice ·
Bor ·
Brod nad Tichou ·
Broumov ·
Cebiv ·
Ctiboř ·
Částkov ·
Černošín ·
Dlouhý Újezd ·
Erpužice ·
Halže ·
Horní Kozolupy ·
Hošťka ·
Chodová Planá ·
Chodský Újezd ·
Kladruby ·
Kočov ·
Kokašice ·
Konstantinovy Lázně ·
Kostelec ·
Kšice ·
Lesná ·
Lestkov ·
Lom u Tachova ·
Milíře ·
Obora ·
Olbramov ·
Ošelín ·
Planá ·
Prostiboř ·
Přimda ·
Rozvadov ·
Skapce ·
Staré Sedliště ·
Staré Sedlo ·
Stráž ·
Stříbro ·
Studánka ·
Sulislav ·
Svojšín ·
Sytno ·
Tachov ·
Tisová ·
Trpísty ·
Třemešné ·
Únehle ·
Vranov ·
Zadní Chodov ·
Záchlumí ·
Zhoř